# Узбуна (песма Рибље чорбе)
Узбуна је сингл југословенског и српског рок бенда Рибља Чорба, који је снимљен 2012. године.

## Опште информације
Песма је објављена под окриљем издавачке куће Фидбокс, 12. новембра 2012. године. Страна „А” садржи песму Узбуна док „Б” страна сингла садржи песму Ужасно ми недостаје.
На снимању сингла су учествовали Миша Алексић као басиста, Вицко Милатовић на удараљкама и бубњевима, Видоја Божиновић на гитари, Никола Зорић на клавијатурама, док је вокале певао Бора Ђорђевић. Дизајн за сингл радили су Јакша и Југослав Влаховић, уредник издања био је Горан Јовић, инжењери звука били су Никола Зорић и Оливер Јовановић.
Песма је била најава за истоимени албум Рибље Чорбе, на којем се нашла.